# 伊審徵
伊審徵（？—988年），表字申图。山西太原人，中国五代十国时期政权后蜀官员。

## 生平
父亲伊延瓌骁勇善战，娶崇华公主。伊審徵以父母恩荫，授蜀州（治今四川崇庆）刺史，转任云安（治今四川云阳）榷盐使。后蜀后主广政十四年（951年），擢升为知枢密院事，同中书门下平章事，不久兼宣徽南院使，与王昭远同参朝政。宋太祖乾德三年（965年），北宋派军队大举伐后蜀，带头献表投降。在宋朝任靖难军节度使、右屯卫上将军。后来以有病辞官，宋太宗端拱元年（988年），伊審徵卒。

## 家庭

### 父
- 伊延瓌，太原人，后唐将领，跟随孟知祥一起到成都

### 母
- 崇华公主，孟知祥之女，《资治通鉴》作孟知祥之妹褒国公主

### 子
- 伊崇度，娶孟昶之女